# Pieter Luchtmans

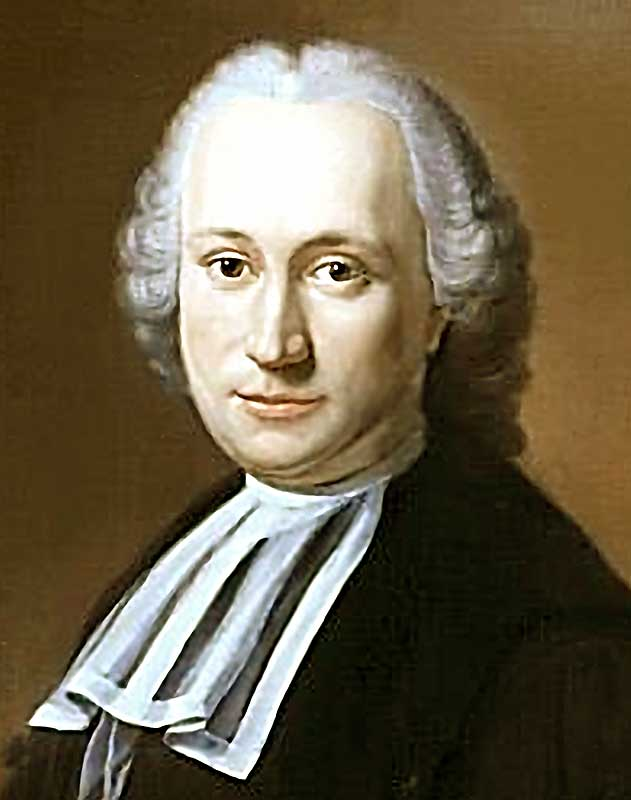
Pieter Luchtmans

Pieter Luchtmans (auch: Petrus Lugtmans, Peter Luchtmanns; * 17. April 1733 in Leiden; † 2. Februar 1800 in Utrecht) war ein niederländischer Mediziner.

## Leben
Der Sohn des Buchhändlers Samuel Luchtmans und dessen Frau Cornelia Musschenbroek hatte die Lateinschule seiner Geburtsstadt besucht und sich auf ein naturwissenschaftliches Studium vorbereitet. Er wurde bereits am 20. März 1744 an der Universität Leiden immatrikuliert. Damals lehrten Hieronymus David Gaub, Adrianus van Royen (1704–1779), Bernhard Siegfried Albinus, Frederik Winter, Frederik Bernard Albinus und David van Royen an der medizinischen Fakultät, deren Vorlesungen er besucht haben dürfte. Nach absolviertem Studium erwarb er mit der Abhandlung de saporibus et gustu am 3. November 1758 den Grad eines Doktors der Medizin. Am 3. Dezember 1759 erhielt er von den Kuratoren der Utrechter Hochschule eine Berufung zum Professor der Medizin, Anatomie und Chirurgie. Diese nahm er an und hielt zu diesem Zweck am 17. März 1760 die Rede de anatomicis seculi XVIII.
Nachdem er sich als Rektor der Alma Mater in den Jahren 1762/63 und 1777/78 auch an den organisatorischen Aufgaben der Utrechter Hochschule beteiligt hatte und bei seiner letzteren Amtszeit bereits am 29. Dezember 1777 den Lehrstuhl der Geburtshilfe übernommen hatte, wurde er am 19. Dezember 1778 zudem Professor für Geburtshilfe ernannt. Zu beiden ersteren Rektoratszeiten legte er diese mit dem Discurs de mechanismo corporis humani lectupletissimo sapientiae divinae testimonio (26. März 1763 und 26. März 1778) nieder. Diesen Veröffentlichungen schließt sich eine Rede de praeclaris scientiae anatomicae ad excolendas reliquas scientias meritis (1779) an. Trotz fortschreitenden Alters und umfangreicher praktischer Beanspruchung wählte man ihn 1790/91 abermals zum Rektor der Hochschule. Er war Mitglied mehrerer Gelehrtengesellschaften und hatte auch in den Fachjournalen seiner Zeit einige Aufsätze hinterlassen. Im Jahr 1774 wurde er unter der Matrikel-Nr. 793 mit dem akademischen Beinamen Numisianus zum Mitglied der Leopoldina gewählt.
Aus seiner Ehe mit Cornelia Hendrina Meyer stammen die Söhne Cornelius Jan Luchtmans (* 7. Mai 1777 in Utrecht; † 25. Januar 1860 in Borculo) und Gijsbert Luchtmans (7. Mai 1777 in Utrecht; † 9. März 1818 in Wageningen), die ebenfalls Mediziner wurden.